# Общество изучения межпланетных сообщений
Общество изучения межпланетных сообщений — первое в мире объединение энтузиастов ракетной техники и космических полетов. Создано 20 июня 1924 года в Москве.
В последних числах мая 1924 года на улицах Москвы были расклеены афиши, которые привлекли внимание почти каждого прохожего. И неудивительно: первое, что бросалось в глаза на этой афише, были слова: «Межпланетные путешествия». Это было объявление о докладе М. Я. Лапирова-Скобло. После лекции М. Я. Лапирова-Скобло и была произведена запись в члены Общества. Записалось почти 200 человек. Сохранилась часть листов, на которых велась запись. Вот данные о 121 записавшемся: мужчин — 104, женщин — 17.
По возрасту они распределялись так:
Менее 20 лет — 22 человека
от 20 до 30 — 68
от 30 до 40 — 20
от 40 до 50 — 6
свыше 50 — 5
По роду занятий члены Общества были:
учащиеся (в большей части из высших учебных заведений) — 53 человека
служащие и рабочие — 43
научные работники — 14
литераторы — 6
ученые и изобретатели — 5
Вполне естественно, что больше половины записавшихся были молодыми людьми — рабочими, студентами и т. д. Именно молодые энтузиасты, поддержанные учеными — такими же энтузиастами, — и развернули работу в новом Обществе.
20 июня состоялось первое (организационное) собрание Общества, положившее начало его существованию. В переполненном до отказа небольшом зале астрономической обсерватории Московского отдела народного образования собралось около 200 человек, объединенных мыслью о достижении великой цели — межпланетных сообщениях. За столом президиума оживленно переговариваются друг с другом три стройных, подтянутых молодых человека в форме летчиков. Это В. П. Каперский, М. Г. Лейтейзен и М. А. Резунов.
В знак солидарности с открытиями К. Э. Циолковского, имеющими огромное значение, и отдавая дань его огромным заслугам, председатель предлагает избрать его почетным членом Общества. Предложение принимается с воодушевлением.
Основными направлениями деятельности общества должны стать: научно-исследовательская работа; объединение граждан СССР, «работающих в области изучения межпланетных сообщений или ведущих научную разработку относящихся к этой области вопросов», собирание сведений о ведущихся за границей исследованиях в данной области.
Кроме того, Общество ставит своей задачей заниматься распространением среди широких масс правильных сведений о современном состоянии всех аспектов вопроса, связанных с изучением межпланетных сообщений. Для этого Общество планирует организацию лекций, докладов, выставок, создание библиотек, выпуск популярной и научной литературы как оригинальной, так и переводной.
Приняв Устав, общее собрание избрало руководящий орган в составе семи человек: Ф. А. Цандера, М. Г. Лейтейзена, В. П. Каперского, М. А. Резунова, В. И. Чернова, М. Г. Серебренникова и Г. М. Крамарова.
Председателем Общества избран Крамаров.
В это же время открыт и книжный киоск Общества.
23 июня состоялось первое заседание правления. На нем были созданы секции: научно-исследовательская (реактивная) в составе А. Ф. Цандера, М. Г. Лейтейзена и М. А. Резунова, научно-популярная (в обязанность её членов входила организация докладов и лекций на предприятиях, в учреждениях, учебных заведениях и т. д. — М. Г. Серебренников и Г. М. Крамаров) и литературная (она должна была заниматься изданием журнала Общества и разработкой сценария кинофильма о межпланетных полетах — В. П. Каперский и В. И. Чернов).
Распалось Общество в 1925 году.